# Kwon Yang-sook
Kwon Yang-sook (en hangeul 권양숙), née le 23 décembre 1947 à Masan, est une femme politique sud-coréenne, ainsi que la première dame de Corée du Sud de 2003 à 2008, en tant que femme du président Roh Moo-hyun. Discrète, elle est principalement connue pour sa visite à Pyongyang, en Corée du Nord, en 2007, dans le cadre de l'amélioration des relations intercoréennes.

## Biographie

### Jeunesse
Kwon Yang-sook est née le 23 décembre 1947 à Masan, en Corée du Sud. Elle rencontre Roh Moo-hyun, qui habite le même village qu'elle, pendant ses études, et l'épouse en 1973. Elle l'aide alors à réussir ses examens d'avocat. Le couple survit avec de faibles revenus pendant plusieurs années, car Roh défend principalement des étudiants ou des activistes impliqués dans des mouvements pro démocratie, et souvent peu fortunés, lors de la dictature militaire en Corée. 
Durant la campagne présidentielle de son mari, la foi de Kwon lui permit d'obtenir le soutien de la communauté bouddhiste sud-coréenne aux élections.

### Première dame de Corée du Sud

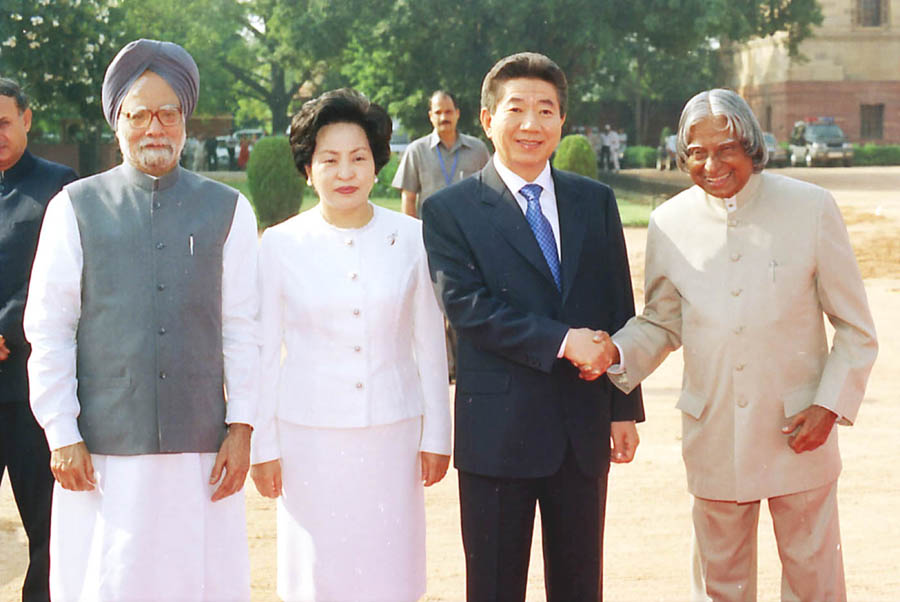
Kwon Yang-sook et son mari Roh Moo-hyun en voyage officiel en Inde en octobre 2005, rencontrant Avul Pakir Jainulabdeen Abdul Kalam et Manmohan Singh.

#### Politique nationale
En tant que première dame de Corée du Sud, elle participe à plusieurs actions mondaines, comme la visite des quartiers privés ou des résidences secondaires du couple présidentiel.
Durant le mandat de son mari, elle choisit pour engagement la construction de bibliothèques dans des petits villages ruraux de Corée, afin de favoriser l'accès à la culture. 

#### Politique internationale
Lors des voyages internationaux de son mari, elle participe également à l'amélioration des relations entre les deux pays, comme aux États-Unis en 2003, où elle visite un centre coréen à New York. Lors de ses déplacements internationaux, elle porte régulièrement des hanboks, habit traditionnel coréen, afin d'en promouvoir la culture.  
Le 2 octobre 2007, elle franchit à pied, avec son mari, la frontière nord-coréenne, dans l'optique du sommet inter-coréen de 2007, devenant ainsi la première femme de président à se rendre en Corée du Nord à pied,. Elle ne rencontre pas son homologue nord-coréen, absente du sommet,. 
Comme plusieurs premières dames sud-coréennes avant elle, elle est nommée présidente d'honneur de l'International Vaccine Institute situé à Séoul,.  

### Après la présidence et postérité

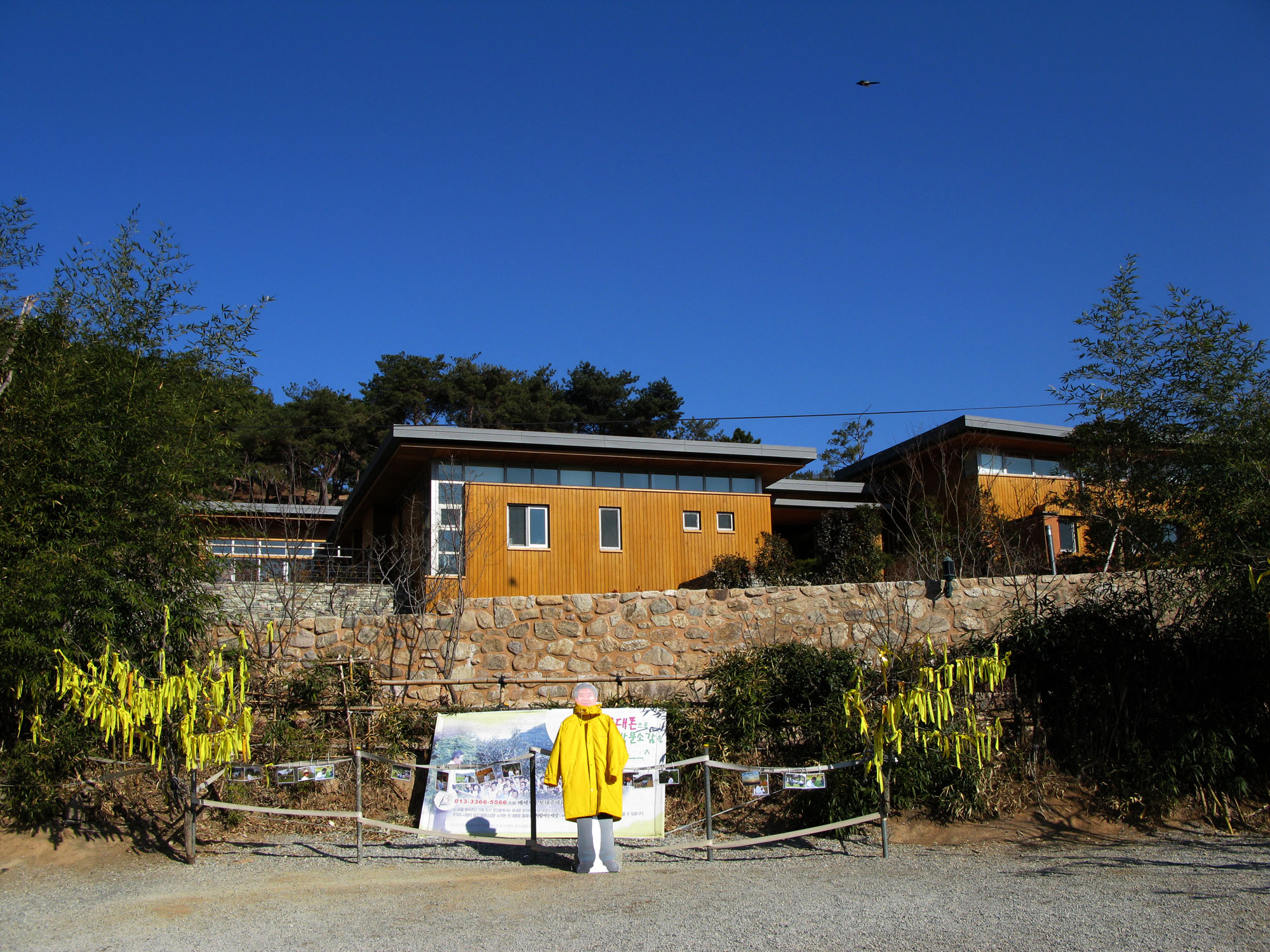
Maison de Roh Moo-hyun et Kwon Yang-sook, dans le village de Gimhae.

Après le mandat de son mari, Kwon Yang-sook est impliquée, avec sa famille, dans un scandale de corruption. Kwon a en effet reçu 1 000 000 de wons de la part d'un soutien politique de son mari, dans le but de rembourser une dette personnelle, et d'acheter une maison aux États-Unis pour son fils. Elle fait ainsi l'objet de plusieurs convocations par la justice,, étant la deuxième femme de président sud-coréen à subir ce processus.
Son mari, de plus en plus ciblés par de nouvelles accusations, se suicide le 23 mai 2009. Sous le choc de l'annonce de la mort de son mari, elle s'évanouit et est prise en charge à l'hôpital de Pusan, avant de se reposer dans sa maison de famille. Dévastée, elle refuse dans un premier temps de recevoir des visiteurs, avant de préparer la veillée funèbre de son mari. À l'occasion, Kim Jong-il envoie ses condoléances personnelles à Kwon Yang-sook. 
À la suite du décès du président Roh, les poursuites contre Kwon Yang-sook sont abandonnées. En tant que veuve d'un ancien président, elle reçoit une pension de l'état sud-coréen, ainsi qu'un service de sécurité.  
Durant les années suivant la présidence et la mort de son mari, elle continue à faire des apparitions publiques lors de cérémonies d'hommage à différents hommes politiques coréens, comme celles de Kim Dae-jung ou celles organisées en la mémoire de son mari,,, mais également aux cérémonies d'intronisation de plusieurs présidents, comme Park Geun-hye. Elle prend également parti dans les éléctions sud-coréennes, affirmant publiquement son soutien au candidat démocrate Lee Jae-myung lors des élections de 2022.
En 2018, un imposteur se fait passer pour Kwon Yang-sook, et parvient à convaincre le maire de Gwangju de lui transférer 450 millions de wons, prétextant un besoin urgent de sa fille et promettant un remboursement rapide. L'imposteur est arrêtée, et le président Moon Jae-in alerte les Sud-Coréens sur les dangers de l'usurpation d'identité à la suite de cette affaire. 
Une espèce d'orchidée est nommée en son honneur.  

## Vie personnelle

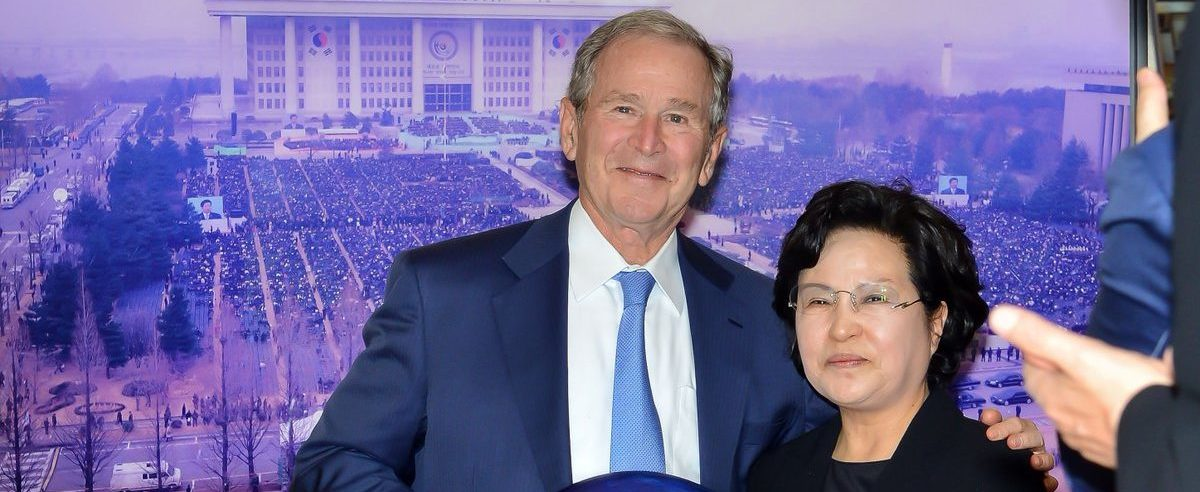
George W. Bush et Kwon Yang-sook lors d'une cérémonie d'hommage à Roh Moo-hyun, en 2019.

Kwon Yang-sook est une fervente bouddhiste, et possède le nom de dharma de Daedeokhwa. Elle épouse Roh Moo-hyun en 1973, malgré une forte opposition de leurs parents, avec qui elle a deux enfants, Roh Geon-ho et Roh Jeong-yeon. 